# Vescomtat de Ventadorn
El vescomtat de Ventadorn fou una jurisdicció feudal del Llemosí al baix Llemosí, formada per segregació del vescomtat de Comborn per a una branca d'aquesta família (Ebles, fill d'Aquimbald II de Comborn) vers 1086.
El centre del vescomtat era el castell de Ventadorn construït al segle xi i arranjat diverses vegades a partir del segle xii. La capital no obstant fou primer Égletons i des del segle xvi Ussel. El castell era quasi impossible de conquerir; durant la guerra dels cent Anys fou ocupat a traïció i va estar en mans angleses durant 13 anys.
Ebles II "Lo Cantador", vescomte de Ventadorn, fill d'Ebles I, va morir vers [1155]; el fill Ebles II va morir el 1170 i el fill d'aques, Ebles IV, vers 1214. Va seguir el fill Ebles V (mort vers 1236) i el fill d'aquest Ebles VI (+1265). El vescomte Ebles VII Elies va governar de 1265 a 1297. El va succeir el seu fill Ebles VIII mort el 1321. El 1350 fou elevat a comtat pel rei Felip de Valois. Bernat (II) de Ventadorn va governar fins al 1390 i va seguir Robert mort el 1407. Van seguir el seu fill Carles i el fill d'aquest Lluís (+ 1500) que va morir sense fills; la seva única filla Blanca de Ventadorn es va casar el 1472 amb Lluís de Lévis baró de La Voute, i va morir abans que el seu pare el 1482. A la mort de Lluís de Ventadorn el va succeir el seu net Gilbert I de Lévis. El 1578 fou elevat a ducat pairia. Va estar en mans dels Lévis fins a la mort d'Enric de Lévis (1680); el germà d'aquest, Carles, havia mort el 1649, i havia deixat un fill, Lluís Carles, que va succeir i va morir el 1717, deixant com a hereva la seva filla Anna Genoveva, casada (1791) amb Lluís Carles de la Tour d'Auvergne (mort el 1792) i després amb Hèrcules Meriadec de Rohan. Anna va morir el 1724 poc després de la mort del seu únic fill Juli a causa de la verola. La va succeir el seu net Carles príncep de Soubise mort el 1787 sense fills mascles; l'herència havia de passar a la seva filla gran Carlota Elisabet Godofreda de Rohan però havia mort el 1760 i del seu matrimoni amb Lluís Josep de Borbó, príncep de la sang descendent de Lluís XIV de França i de Madam de Montespan que va viure fins al 1818, i l'herència va passar de la mare al fill de Carlota Elisabet i Lluís Josep, Lluís Enric de Borbó (que més tard va heretar els títols de duc de Borbó i príncep de Condé) fins que el ducat fou suprimit el 1790.

## Llista de vescomtes
- Ebles I 1086-1096
- Ebles II lo Cantador 1096-1155
- Ebles III 1155-1170
- Ebles IV 1170-1214
- Ebles V 1214-1236
- Ebles VI 1236-1265
- Ebles VII 1265-1297
- Ebles VIII 1297-1321
- Gerald 1321-1342
- Bernat 1342-1390, germà, comte des de 1350
- Robert 1390-1407
- Carles I 1407-1486 (proclamat amb 7 anys)
- Lluís 1486-1500
- Gilbert I de Lévis 1500-1529
- Gilbert II de Lévis 1529-1557
- Gilbert III de Lévis 1557-1591, primer duc de Ventadorn (1578)
- Anne de Lévis 1591-1622
- Enric de Lévis 1622-1680
- Lluís Carles de Lévis 1680-1717
- Anna Genoveva 1717-1724
- Hèrcules Meriadec de Rohan 1717-1724
- Carles príncep de Soubise 1724-1786
- Lluís Enric de Borbó 1786-1790